# اريك كينغ (لاعب كرة قاعدة)
اريك كينغ (بالإنجليزية: Eric King)‏ هو لاعب كرة قاعدة أمريكي، ولد في 10 أبريل 1964 في أوكسنارد في الولايات المتحدة.

## وصلات خارجية
- اريك كينغ على موقعبيزبول رفرنس.كوم (الدوري الرئيسي) (الإنجليزية)
- اريك كينغ على موقعبيزبول رفرنس.كوم (الدوري الثانوي) (الإنجليزية)
- اريك كينغ على موقع مشجعي الرسوم البيانية (الإنجليزية)